# Milan Mihaljević
Milan Mihaljević (Zagoričani pokraj Livna, Bosna i Hercegovina, 2. prosinca 1955.) hrvatski akademik, jezikoslovac, filolog, kroatist i paleoslavist. Radi u Staroslavenskome institutu.

## Životopis
Osnovnu školu i gimnaziju završio je u Vinkovcima, a diplomirao 1978. na Filozofskom fakultetu u Zagrebu studij opće lingvistike i filozofije. Na istom je fakultetu magistrirao (1981.) i doktorirao (1985.) s temama iz općega jezikoslovlja i iz hrvatske redakcije crkvenoslavenskoga jezika.
Od 1979. stalno je zaposlen u zagrebačkom Staroslavenskom institutu, od 2006. kao znanstveni savjetnik u trajnom zvanju. Naslovni je redoviti profesor Filozofskog fakulteta Sveučilišta u Zagrebu i Filozofskog fakulteta u Splitu (na Odsjeku za kroatistiku predaje kolegij Starocrkvenoslavenski jezik). Voditelj je Znanstvenoga centra izvrsnosti za hrvatsko glagoljaštvo koji je 2014. utemeljen pri zagrebačkom Staroslavenskom institutu.
Član je Matice hrvatske, uredništva časopisa Slovo, Suvremena lingvistika i Slověne. International Journal of Slavic Studies. 

## Nagrade i priznanja
Dobitnik Herderove stipendije. Za knjigu "Slavenska poredbena gramatika" nagrađen je nagradom Hrvatske akademije znanosti i umjetnosti za 2002. godinu.

## Izabrana djela
- Generativna fonologija hrvatske redakcije crkvenoslavenskog jezika, 1991.
- Generativna i leksička fonologija, 1991.
- Generativna sintaksa i semantika, 2000.
- Slavenska poredbena gramatika: 1. dio: Uvod i fonologija, 2002.
- The Croatian Redaction: Language and Literature. Incontri Linguistici 28. 2005: 31-82 (zajedno s Johannesom Reinhardtom)
- Jezik hrvatskoglagoljskih Pazinskih fragmenata (zajedno s Jasnom Vince), 2012.
- Slavenska poredbena gramatika: 2. dio: Morfologija, Prozodija, Slavenska pradomovina, 2014.
- Hrvatski crkvenoslavenski jezik (ur. i autor; suautor Johannes Reinhardt), 2015.

## Vanjske poveznice
- Arhivirana inačica izvorne stranice od 4. ožujka 2016. (Wayback Machine) Tko je tko u hrvatskoj znanosti
- Znanstveni centar izvrsnosti za hrvatsko glagoljaštvo, dr. sc. Milan Mihaljević, znanstveni savjetnik